# Eduard Gehbe
Georg Eduard Gehbe (* 30. März 1845 in Meiningen; † 6. März 1920 in Salzburg) war ein deutsch-österreichischer Maler und Graphiker.

## Vita
Gehbe studierte ab 1861 bei Friedrich Preller der Ältere in Weimar. Nach Aufenthalten in Berlin, Paris und in der Schweiz wurde er in den Jahren 1870 bis 1872 in Wien Schüler von Albert Zimmermann und Hans Canon. Nach einem Aufenthalt in Ungarn kehrte er nach Wien zurück. 1884 ließ er sich in Salzburg nieder und bezog 1886 ein Atelier im neu erbauten Künstlerhaus. Hier wurde er zu einer führenden Persönlichkeit der konservativen Künstlerschaft. 
Er nahm ab 1886 fast jährlich an den Ausstellungen des Salzburger Künstlervereins teil, ebenso an Ausstellungen der Künstlervereine in Wien, München und Berlin. 
Die Wertschätzung, die ihm entgegengebracht wurde, zeigte sich auch in einem von dem Gold- und Silberschmied Franz Holter angefertigten silbernen Lorbeerkranz, der Gehbe zu seinem 55. Geburtstag im „Hotel zum goldenen Schiff“ überreicht wurde. Auf den 37 Blättern des Kranzes sind die Namen von 56 Freunden und Verehrern des Künstlers aus der Salzburger gehobenen Gesellschaft eingraviert, so etwa der des Malers Theodor Streicher, des Malers und für Salzburg bedeutsamen Lokalpolitikers Josef Mayburger, des Schriftstellers Anton Breitner, des Bildhauers Anton Aicher, des Historien- und Porträtmalers Leo Reiffenstein, des Präsidenten des Salzburger Kunstvereins Ludwig Schmederer oder des Architekten und Stadtbaudirektors Franz Drobny.

## Werk
Gehbe wurde durch Jagd- und Genrebilder, Märchenkompositionen, Landschaften, Stillleben und Porträts bekannt. Sein Stil wird als „spätgründerzeitlicher Realismus“ bezeichnet. Seine Jagdbilder mit dem oft wiederholten Motiv der balzenden Auerhähne brachte ihm allerdings den etwas abschätzigen Ruf eines oberflächlichen Routiniers ein.
Einige seiner Werke sind im Salzburg Museum oder im Heimatmuseum Golling zu sehen, werden aber auch auf dem freien Markt gehandelt.

## Auszeichnungen
- Silberne Staatsmedaille, Wien 1904
- Goldene Staatsmedaille, Wien 1909
- Medaille der Stadt Salzburg, 1904
- Großherzoglich-sächsische goldene Jubiläumsmedaille

Quelle: